# Псира
Пси́ра (греч. Ψείρα) — необитаемый остров в Греции, в заливе Мирабелон на востоке Крита. Название получил из-за сходства со вшой (ψείρα). На острове был процветающий город, относящийся к минойской цивилизации Первые найденные постройки относятся к концу неолита, раннеминойскому периоду EM I, 4-му тысячелетию до н. э. В позднеминойский период LM I город достиг расцвета. Город был полностью разрушен в позднеминойский период LM IB, разрушению города предшествовало минойское извержение в позднеминойский период LM IA во 2-м тысячелетии до н. э. Окончательно город был покинут людьми в позднеминойский период LM III.
Раскопки города и кладбища на острове проводил в 1906—1907 году американский археолог Ричард Сигер (Richard Seager). Сигер обнаружил более 60 каменных зданий позднеминойского периода LM IB на юго-востоке острова по обе стороны небольшой гавани. Дома каменные, часто более одного этажа. Найдены были гипсовые рельефы, каменные вазы и керамика позднеминойского периода LM IB. В 1985—1995 годах проводились раскопки под совместным руководством американского археолога Филипа Бетанкура (Philip Betancourt) и греческого археолога Костиса Давараса (Κωστής Δαβάρας).
Остров входит в общину Сития в периферии Крит.